# Programme de coopération climatique internationale
Pour les articles homonymes, voir PCCI (homonymie).
Le Programme de coopération climatique internationale (PCCI) a pour objectif la réduction des émissions de gaz à effet de serre (GES) et d'aider les pays francophones les plus vulnérables à faire face aux impacts des changements climatiques par des transferts technologiques. Décarboniser l'économie de ces pays défavorisés afin qu'ils puissent parvenir à un développement durable constitue la cible prioritaire de ce programme. La priorité va aux projets réalisés dans les pays d’Afrique subsaharienne, d’Afrique du Nord et des Antilles. Ce programme est administré par le ministère du Développement durable, de l'Environnement et de la Lutte contre les changements climatiques du Québec travaillant en collaboration avec le ministère des Relations internationales et de la Francophonie et est financé par le Fonds vert dans le cadre d'un plan d'action septennal allant de 2013 à 2020.